# Championnat du monde de hockey sur glace 2000
Navigation
Norvège 1999 Allemagne 2001

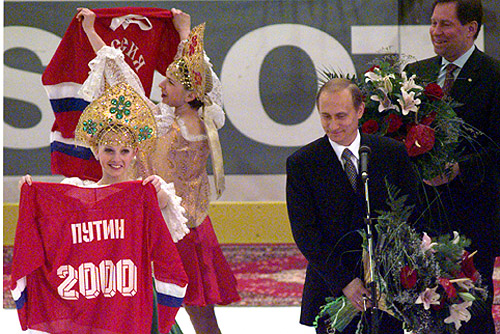
2009-04-29

Le soixante-quatrième championnat du monde de hockey sur glace a eu lieu du 29 avril au 14 mai 2000 au Palais de glace de Saint-Pétersbourg en Russie pour la division élite.

## Division Élite

### Tour préliminaire

#### Groupe A
|   | Équipe      | PJ | V | D | N | BP | BC | Pts |
| - | ----------- | -- | - | - | - | -- | -- | --- |
| 1 | Suède       | 3  | 3 | 0 | 0 | 17 | 3  | 6   |
| 2 | Lettonie    | 3  | 2 | 1 | 0 | 9  | 7  | 4   |
| 3 | Biélorussie | 3  | 1 | 2 | 0 | 10 | 16 | 2   |
| 4 | Ukraine     | 3  | 0 | 3 | 0 | 6  | 16 | 0   |

#### Groupe B
|   | Équipe    | PJ | V | D | N | BP | BC | Pts |
| - | --------- | -- | - | - | - | -- | -- | --- |
| 1 | Slovaquie | 3  | 2 | 0 | 1 | 10 | 4  | 5   |
| 2 | Finlande  | 3  | 1 | 0 | 2 | 11 | 5  | 4   |
| 3 | Italie    | 3  | 1 | 2 | 0 | 5  | 12 | 2   |
| 4 | Autriche  | 3  | 0 | 2 | 1 | 3  | 8  | 1   |

#### Groupe C
|   | Équipe             | PJ | V | D | N | BP | BC | Pts |
| - | ------------------ | -- | - | - | - | -- | -- | --- |
| 1 | République tchèque | 3  | 3 | 0 | 0 | 12 | 4  | 6   |
| 2 | Norvège            | 3  | 2 | 1 | 0 | 13 | 7  | 4   |
| 3 | Canada             | 3  | 1 | 2 | 0 | 10 | 6  | 2   |
| 4 | Japon              | 3  | 0 | 3 | 0 | 3  | 21 | 0   |

#### Groupe D
|   | Équipe     | PJ | V | D | N | BP | BC | Pts |
| - | ---------- | -- | - | - | - | -- | -- | --- |
| 1 | États-Unis | 3  | 2 | 0 | 1 | 9  | 5  | 5   |
| 2 | Suisse     | 3  | 1 | 1 | 1 | 8  | 9  | 3   |
| 3 | Russie     | 3  | 1 | 2 | 0 | 7  | 2  | 2   |
| 4 | France     | 3  | 1 | 2 | 0 | 7  | 13 | 2   |

### Second tour

#### Groupe E
|   | Équipe      | PJ | V | D | N | BP | BC | Pts |
| - | ----------- | -- | - | - | - | -- | -- | --- |
| 1 | États-Unis  | 5  | 3 | 0 | 2 | 13 | 7  | 8   |
| 2 | Suisse      | 5  | 2 | 2 | 1 | 14 | 12 | 5   |
| 3 | Suède       | 5  | 2 | 2 | 1 | 16 | 11 | 5   |
| 4 | Lettonie    | 5  | 2 | 2 | 1 | 12 | 13 | 5   |
| 5 | Biélorussie | 5  | 2 | 3 | 0 | 9  | 17 | 4   |
| 6 | Russie      | 5  | 1 | 4 | 0 | 8  | 12 | 2   |

#### Groupe F
|   | Équipe             | PJ | V | D | N | BP | BC | Pts |
| - | ------------------ | -- | - | - | - | -- | -- | --- |
| 1 | République tchèque | 5  | 4 | 1 | 0 | 25 | 11 | 8   |
| 2 | Finlande           | 5  | 3 | 1 | 1 | 22 | 15 | 7   |
| 3 | Canada             | 5  | 3 | 2 | 0 | 19 | 10 | 6   |
| 4 | Slovaquie          | 5  | 2 | 2 | 1 | 22 | 15 | 5   |
| 5 | Norvège            | 5  | 1 | 3 | 1 | 10 | 24 | 3   |
| 6 | Italie             | 5  | 0 | 4 | 1 | 5  | 28 | 1   |

### Tour de Relégation
|    | Équipe   | PJ | V | D | N | BP | BC | Pts |
| -- | -------- | -- | - | - | - | -- | -- | --- |
| 13 | Autriche | 3  | 2 | 0 | 1 | 11 | 8  | 5   |
| 14 | Ukraine  | 3  | 2 | 1 | 0 | 9  | 5  | 4   |
| 15 | France   | 3  | 1 | 1 | 1 | 12 | 8  | 3   |
| 16 | Japon    | 3  | 0 | 3 | 0 | 5  | 16 | 0   |

### Tour final
|  | Quarts de finale                           | Quarts de finale                           |                                            |                                            | Demi-finales                               | Demi-finales                               |   |  | Finale                                     | Finale                                     |
|  | Quarts de finale                           | Quarts de finale                           |                                            |                                            | Demi-finales                               | Demi-finales                               |   |  | Finale                                     | Finale                                     |
|  |                                            |                                            |                                            |                                            |                                            |                                            |   |  |                                            |                                            |
|  | 11 mai - Palais de glace Saint-Pétersbourg | 11 mai - Palais de glace Saint-Pétersbourg |                                            |                                            | 12 mai - Palais de glace Saint-Pétersbourg | 12 mai - Palais de glace Saint-Pétersbourg |   |  | 14 mai – Palais de glace Saint-Pétersbourg | 14 mai – Palais de glace Saint-Pétersbourg |
|  | 11 mai - Palais de glace Saint-Pétersbourg | 11 mai - Palais de glace Saint-Pétersbourg |                                            |                                            | 12 mai - Palais de glace Saint-Pétersbourg | 12 mai - Palais de glace Saint-Pétersbourg |   |  | 14 mai – Palais de glace Saint-Pétersbourg | 14 mai – Palais de glace Saint-Pétersbourg |
|  | États-Unis                                 | 1                                          |                                            |                                            | 12 mai - Palais de glace Saint-Pétersbourg | 12 mai - Palais de glace Saint-Pétersbourg |   |  | 14 mai – Palais de glace Saint-Pétersbourg | 14 mai – Palais de glace Saint-Pétersbourg |
|  | États-Unis                                 | 1                                          |                                            |                                            | 12 mai - Palais de glace Saint-Pétersbourg | 12 mai - Palais de glace Saint-Pétersbourg |   |  | 14 mai – Palais de glace Saint-Pétersbourg | 14 mai – Palais de glace Saint-Pétersbourg |
|  | Slovaquie                                  | 4                                          |                                            |                                            | 12 mai - Palais de glace Saint-Pétersbourg | 12 mai - Palais de glace Saint-Pétersbourg |   |  | 14 mai – Palais de glace Saint-Pétersbourg | 14 mai – Palais de glace Saint-Pétersbourg |
|  | Slovaquie                                  | 4                                          | Slovaquie                                  | 3                                          |                                            |                                            |   |  | 14 mai – Palais de glace Saint-Pétersbourg | 14 mai – Palais de glace Saint-Pétersbourg |
|  | 11 mai - Yubileyny                         |                                            | Slovaquie                                  | 3                                          |                                            |                                            |   |  | 14 mai – Palais de glace Saint-Pétersbourg | 14 mai – Palais de glace Saint-Pétersbourg |
|  |                                            | Finlande                                   | 1                                          |                                            |                                            |                                            |   |  | 14 mai – Palais de glace Saint-Pétersbourg | 14 mai – Palais de glace Saint-Pétersbourg |
|  | Finlande                                   | Finlande                                   | 1                                          | 2                                          |                                            |                                            |   |  | 14 mai – Palais de glace Saint-Pétersbourg | 14 mai – Palais de glace Saint-Pétersbourg |
|  | Finlande                                   |                                            |                                            | 2                                          |                                            |                                            |   |  | 14 mai – Palais de glace Saint-Pétersbourg | 14 mai – Palais de glace Saint-Pétersbourg |
|  | Suède                                      | 1                                          |                                            |                                            |                                            |                                            |   |  | 14 mai – Palais de glace Saint-Pétersbourg | 14 mai – Palais de glace Saint-Pétersbourg |
|  | Suède                                      | 1                                          | Slovaquie                                  | 3                                          |                                            |                                            |   |  |                                            |                                            |
|  | 11 mai - Ice Palace                        |                                            | Slovaquie                                  | 3                                          |                                            |                                            |   |  |                                            |                                            |
|  |                                            | République tchèque                         | 5                                          |                                            |                                            |                                            |   |  |                                            |                                            |
|  | Suisse                                     | République tchèque                         | 5                                          | 3                                          |                                            |                                            |   |  |                                            |                                            |
|  | Suisse                                     | 12 mai - Palais de glace Saint-Pétersbourg |                                            | 3                                          |                                            |                                            |   |  |                                            |                                            |
|  | Canada                                     | 5                                          |                                            |                                            |                                            |                                            |   |  |                                            |                                            |
|  | Canada                                     | 5                                          | Canada                                     | 1                                          |                                            |                                            |   |  |                                            |                                            |
|  | 11 mai - Yubileyny                         | 11 mai - Yubileyny                         | Canada                                     | 1                                          | Match pour la 3e place                     | Match pour la 3e place                     |   |  |                                            |                                            |
|  | 11 mai - Yubileyny                         | 11 mai - Yubileyny                         |                                            | République tchèque                         | Match pour la 3e place                     | Match pour la 3e place                     | 2 |  |                                            |                                            |
|  | République tchèque                         | 3                                          | 14 mai – Palais de glace Saint-Pétersbourg | 14 mai – Palais de glace Saint-Pétersbourg |                                            |                                            | 2 |  |                                            |                                            |
|  | République tchèque                         | 3                                          | 14 mai – Palais de glace Saint-Pétersbourg | 14 mai – Palais de glace Saint-Pétersbourg |                                            |                                            |   |  |                                            |                                            |
|  | Lettonie                                   | 1                                          |                                            | Canada                                     | 1                                          |                                            |   |  |                                            |                                            |
|  | Lettonie                                   | 1                                          |                                            | Canada                                     | 1                                          |                                            |   |  |                                            |                                            |
|  |                                            |                                            |                                            |                                            |                                            |                                            |   |  | Finlande                                   | 2                                          |
|  |                                            |                                            |                                            |                                            |                                            |                                            |   |  | Finlande                                   | 2                                          |

### Statistiques

#### Meilleurs marqueurs
| Joueur            | PJ | B  | A | Pts | Pun |
| ----------------- | -- | -- | - | --- | --- |
| Miroslav Šatan    | 9  | 10 | 2 | 12  | 14  |
| Jiří Dopita       | 9  | 4  | 7 | 11  | 16  |
| David Výborný     | 9  | 4  | 6 | 10  | 6   |
| Todd Bertuzzi     | 9  | 5  | 4 | 9   | 47  |
| Tomáš Vlasák      | 9  | 4  | 5 | 9   | 0   |
| Trond Magnussen   | 6  | 3  | 6 | 9   | 10  |
| Ryan Smyth        | 9  | 3  | 6 | 9   | 0   |
| Michal Sýkora     | 9  | 5  | 3 | 8   | 16  |
| Arnaud Briand     | 6  | 4  | 4 | 8   | 8   |
| Maurice Rozenthal | 6  | 3  | 5 | 8   | 8   |

#### Meilleurs gardiens
| Joueur          | MIN | BC | MOY  | BL | %ARR   |
| --------------- | --- | -- | ---- | -- | ------ |
| José Théodore   | 478 | 13 | 1,63 | 2  | 93,2 % |
| Tommy Salo      | 358 | 10 | 1,67 | 1  | 92,1 % |
| Roman Čechmánek | 480 | 16 | 2,00 | 1  | 92,4 % |
| Damian Rhodes   | 300 | 12 | 2,40 | 1  | 89,8 % |
| Arturs Irbe     | 420 | 17 | 2,43 | 0  | 90,6 % |

### Classement final
| RF | Team        |
| -- | ----------- |
| 1  | Tchéquie    |
| 2  | Slovaquie   |
| 3  | Finlande    |
| 4  | Canada      |
| 5  | États-Unis  |
| 6  | Suisse      |
| 7  | Suède       |
| 8  | Lettonie    |
| 9  | Biélorussie |
| 10 | Norvège     |
| 11 | Russie      |
| 12 | Italie      |
| 13 | Autriche    |
| 14 | Ukraine     |
| 15 | France      |
| 16 | Japon       |

### Effectif vainqueur
| Place | Pays     | Joueurs |
| ----- | -------- | --- |
| 1     | Tchéquie | Roman Čechmánek, Petr Buzek, František Kučera, Ladislav Benýšek, Michal Broš, Radek Martínek, David Výborný, Pavel Patera, František Kaberle, Václav Prospal, Martin Špaňhel, Martin Havlát, Petr Čajánek, Jan Tomajko, Martin Procházka, Robert Reichel, Václav Varaďa, Tomáš Vlasák, Michal Sýkora, Jiří Dopita, Martin Štěpánek, Vladimír Hudáček, Dušan Salfický |

## Mondial B

### Classement final
Le classement final du groupe élite est le suivant :
| Pos. | Équipe          |
| ---- | --------------- |
| 17.  | Allemagne       |
| 18.  | Kazakhstan      |
| 19.  | Grande-Bretagne |
| 20.  | Pologne         |
| 21.  | Danemark        |
| 22.  | Estonie         |
| 23.  | Slovénie        |
| 24.  | Pays-Bas        |

### Effectif vainqueur
| Place | Pays      | Joueurs |
| ----- | --------- | --- |
| 17    | Allemagne | Tobias Abstreiter, Lars Brüggemann, Tino Boos, Udo Döhler, Thomas Dolak, Thomas Greilinger, Erich Goldmann, Klaus Kathan, Sebastian Klenner, Mark Kosturik, Daniel Kreutzer, Daniel Kunce, Andreas Loth, Mark MacKay, Jochen Molling, Robert Müller, Nico Pyka, Martin Reichel, Andreas Renz, Jürgen Rumrich, Marc Seliger, Len Soccio, Chris Straube |

## Mondial C

### Groupe A
|              | PJ | V | D | N | BP | BC | Pts |
| ------------ | -- | - | - | - | -- | -- | --- |
| Hongrie      | 2  | 2 | 0 | 0 | 16 | 4  | 4   |
| Corée du Sud | 2  | 1 | 1 | 0 | 12 | 12 | 2   |
| Espagne      | 2  | 0 | 2 | 0 | 5  | 17 | 0   |

### Groupe B
|          | PJ | V | D | N | BP | BC | Pts |
| -------- | -- | - | - | - | -- | -- | --- |
| Croatie  | 2  | 1 | 0 | 1 | 15 | 4  | 3   |
| Danemark | 2  | 1 | 0 | 1 | 13 | 3  | 3   |
| Bulgarie | 2  | 0 | 2 | 0 | 1  | 20 | 0   |

### Groupe C
|                      | PJ | V | D | N | BP | BC | Pts |
| -------------------- | -- | - | - | - | -- | -- | --- |
| Chine                | 2  | 2 | 0 | 0 | 18 | 2  | 4   |
| Lituanie             | 2  | 1 | 1 | 0 | 10 | 8  | 2   |
| Serbie-et-Monténégro | 2  | 0 | 2 | 0 | 0  | 18 | 0   |

### Poule de classement 25-27e place
|         | PJ | V | D | N | BP | BC | Pts |
| ------- | -- | - | - | - | -- | -- | --- |
| Hongrie | 2  | 2 | 0 | 0 | 16 | 5  | 4   |
| Chine   | 2  | 1 | 1 | 0 | 7  | 3  | 2   |
| Croatie | 2  | 0 | 2 | 0 | 3  | 18 | 0   |

### Poule de classement 28-30e place
|              | PJ | V | D | N | BP | BC | Pts |
| ------------ | -- | - | - | - | -- | -- | --- |
| Lituanie     | 2  | 1 | 0 | 1 | 13 | 8  | 3   |
| Corée du Sud | 2  | 1 | 1 | 0 | 7  | 11 | 2   |
| Roumanie     | 2  | 0 | 1 | 1 | 8  | 9  | 1   |

### Poule de classement 31-33e place
|                      | PJ | V | D | N | BP | BC | Pts |
| -------------------- | -- | - | - | - | -- | -- | --- |
| Espagne              | 2  | 1 | 0 | 1 | 6  | 4  | 3   |
| Serbie-et-Monténégro | 2  | 0 | 0 | 2 | 4  | 4  | 2   |
| Bulgarie             | 2  | 0 | 1 | 1 | 6  | 8  | 1   |

La  Hongrie, la  Chine, la  Croatie et la  Lituanie sont promus en division I pour le Championnat du monde de hockey sur glace 2001.

## Mondial D

### Groupe A
|         | PJ | V | D | N | BP | BC | Pts |
| ------- | -- | - | - | - | -- | -- | --- |
| Israël  | 2  | 2 | 0 | 0 | 21 | 3  | 4   |
| Islande | 2  | 1 | 1 | 0 | 13 | 6  | 2   |
| Turquie | 2  | 0 | 2 | 0 | 0  | 25 | 0   |

### Groupe B
|                  | PJ | V | D | N | BP | BC | Pts |
| ---------------- | -- | - | - | - | -- | -- | --- |
| Australie        | 2  | 2 | 0 | 0 | 15 | 4  | 4   |
| Nouvelle-Zélande | 2  | 1 | 1 | 0 | 10 | 14 | 2   |
| Luxembourg       | 2  | 0 | 2 | 0 | 4  | 14 | 0   |

### Groupe C
|                | PJ | V | D | N | BP | BC | Pts |
| -------------- | -- | - | - | - | -- | -- | --- |
| Belgique       | 2  | 2 | 0 | 0 | 18 | 2  | 4   |
| Afrique du Sud | 2  | 1 | 1 | 0 | 10 | 8  | 2   |
| Mexique        | 2  | 0 | 2 | 0 | 0  | 18 | 0   |

### Poule de classement 34-36e place
|           | PJ | V | D | N | BP | BC | Pts |
| --------- | -- | - | - | - | -- | -- | --- |
| Israël    | 2  | 1 | 0 | 1 | 10 | 4  | 3   |
| Belgique  | 2  | 1 | 0 | 1 | 8  | 4  | 3   |
| Australie | 2  | 0 | 2 | 0 | 6  | 16 | 0   |

### Poule de classement 37-39e place
|                  | PJ | V | D | N | BP | BC | Pts |
| ---------------- | -- | - | - | - | -- | -- | --- |
| Afrique du Sud   | 2  | 2 | 0 | 0 | 16 | 5  | 4   |
| Islande          | 2  | 1 | 1 | 0 | 9  | 12 | 2   |
| Nouvelle-Zélande | 2  | 0 | 2 | 0 | 6  | 16 | 0   |

### Poule de classement 40-42e place
|            | PJ | V | D | N | BP | BC | Pts |
| ---------- | -- | - | - | - | -- | -- | --- |
| Mexique    | 2  | 2 | 0 | 0 | 12 | 3  | 3   |
| Luxembourg | 2  | 1 | 0 | 1 | 8  | 12 | 2   |
| Turquie    | 2  | 0 | 2 | 0 | 7  | 12 | 0   |